# Michel Ange Lancret
Pour les articles homonymes, voir Lancret.
Michel Ange Lancret, né à Paris le 15 décembre 1774 et mort à Paris le 17 décembre 1807, est un ingénieur des Ponts et Chaussées français.

## Biographie
Né à Paris le 15 décembre 1774, il commence des études d'architecture puis entre à l'école des Ponts et Chaussées en 1793. Il entre parallèlement à l'École polytechnique nouvellement créée en 1794. Là, il suit les cours de géométrie de Gaspard Monge. Ingénieur des Ponts et Chaussées en avril 1798, il fait partie de l'expédition d'Égypte.
Avec Gaspard de Chabrol, il consacre une grande part de l'année 1799 au canal d'Alexandrie.
Il entreprend la description de divers monuments des bords du Nil et des restes de l'antique civilisation des pharaons.
Il remplace Horace Say à l'Institut d'Égypte, le 4 juillet 1799, dans la section de mathématiques.
Il fait connaitre à l'Institut la fameuse découverte de la « pierre de Rosette », trouvée par Pierre-François-Xavier Bouchard. 
Il fait partie de la commission Fourier, partie du Caire le 20 août 1799, pour achever l'exploration de la Haute-Égypte. Il pénètre un des premiers dans Philæ. Il est de retour au Caire le 6 novembre.
De retour en France, il est désigné en avril 1802 comme commissaire chargé de diriger le grand ouvrage sur l'Égypte, et en dirige la publication après la mort de Conté en 1805.
Il poursuit parallèlement des études mathématiques concernant les courbes gauches. Il présente, sur ce thème,  deux mémoires, jugés particulièrement novateurs, à l'Institut de France en 1802 et 1806. En particulier, dans son mémoire de 1802, il est le premier à définir le plan rectifiant d'une courbe gauche.
Il meurt à Paris le 17 décembre 1807.

## Hommages
On a donné son nom à 
- une espèce nouvelle, la "Cellepora de Lancret"[9].
- à la Lancretia suffroticosa, qu'il avait décrite dans l'île de Philæ[10].
- à un théorème de géométrie, le théorème de Lancret caractérisant les hélices.

## Publications
- Mémoire sur les courbes à double courbure, présenté le 6 Floréal de l'an X (25 avril 1802) à l'Académie des sciences, Lire en ligne.
- Mémoire sur les développoïdes des courbes planes, des courbes à double courbure et des surfaces développables, lu le 22 décembre 1806 à l'Académie des sciences, Lire en ligne.
- Mémoire sur le système d'imposition territoriale et sur l'administration des anciennes provinces de l'Égypte dans les dernières années du gouvernement des Mamlouks, Par feu Michel-Ange Lancret, dans Description de l'Égypte, État moderne, Tome premier, 1809, p. 233 à 260.
- Description de l'île de Philæ, dans Description de l'Égypte Antiquités-Descriptions, Tome premier, 1809, p. 1 à 60.
- Mémoire sur le canal d'Alexandrie, Par MM. Lancret et Chabrol, dans Description de l'Égypte, État moderne, Tome second, 1812, p. 185 à 194.
- Notice Topographique sur la partie de l'Égypte comprise entre Ramânyeh et Alexandrie et les environs du lac Mareotis, Par MM. Chabrol et feu Lancret, dans Description de l'Égypte, État moderne, Tome second, 1812, p. 483 à 490.
- Notes détachées sur quelques parties de l'Architecture des Arabes, Par feu Michel-Ange Lancret, dans Description de l'Égypte, État moderne, Tome second, IIe partie, Appendice, 1822 p. 769-770.
- Notice sur la branche Canopique, Par feu Michel-Ange Lancret, dans Description de l'Égypte, Antiquités-Mémoires, tome premier, 1809, p. 251-254.
- Description d'Héliapolis, Par MM. Lancret et du Bois-Aymé, dans Description de l'Égypte, Antiquités-Descriptions, tome second, 1818, p. 465 à 482.